# Projectie van Gall-Peters
De Projectie van Gall-Peters (Petersprojectie) is een oppervlaktegetrouwe cilinderprojectie, in feite een verschaalde uitvoering van de oppervlaktegetrouwe orthografische cilinderprojectie van Lambert.
James Gall presenteerde deze projectie in 1855 en Arno Peters in 1967, en alhoewel er geen verschil is tussen de projectie van Peters en die van Gall, hield Peters toch vol dat het zijn eigen onafhankelijke idee was.
De oppervlaktegetrouwheid van deze projectie, waarbij ontwikkelingslanden er groter op kwamen te staan dan met de alom bekende mercatorprojectie het geval was, bracht de Unesco ertoe kaarten op basis van deze projectie uit te brengen.
De eigenschappen van deze projectie in vergelijking met andere oppervlaktegetrouwe kaarten zijn echter niet geweldig; de vervormingen zijn bijna overal groot en afhankelijk van de breedtegraad.
In maart 2017 werden landkaarten met de Projectie van Gall-Peters ingevoerd in het onderwijs van scholen in Boston, Massachusetts.

## Andere projecties
Andere cilinderprojecties:
- Afstandsgetrouwe cilinderprojectie
- Orthografische cilinderprojectie
- Mercatorprojectie
- Universele transversale mercatorprojectie

Andere oppervlaktegetrouwe projecties:
- Oppervlaktegetrouwe azimutale projectie
- Orthografische cilinderprojectie
- Mollweideprojectie
- Sinusoïdeprojectie
- Projectie van Bonne
- Projectie van Aitoff-Hammer